# Josef Žemlička
Josef Žemlička (ur. 1 grudnia 1946 w Slaným) – czeski historyk.

## Życiorys
Josef Žemlička ukończył archiwistykę na Uniwersytecie Karola w Pradze. Doktorat obronił w 1971 r., habilitował się w 1998 r., a tytuł profesora otrzymał w 2002 r. Od 1970 r. pracował w Instytucie Historii Akademii Nauk Czechosłowacji, gdzie jest kierownikiem działu badań średniowiecza. Od 1991 r. pracuje także na Uniwersytecie Karola, a od 2003 r. w Centrum Studiów Średniowiecznych.
Josef Žemlička na początku swojej działalności badawczej zajmował się dziejami średniowiecznego osadnictwa i kolonizacji. Od końca lat 70. XX w. rozszerzył zainteresowania na inną problematykę XIII w., głównie na powstawanie miast, tworzenie się szlachty, polityczną i społeczną strukturę państwa czeskiego za ostatnich Przemyślidów. Jest członkiem zarządu Commission internationale pour l'histoire des villes i członkiem Komisji ds. Geografii Historycznej przy Instytucie Historii Akademii Nauk Republiki Czeskiej.

## Wybrane publikacje
- Přemyslovci. Jak žili, vládli a umírali (2005)
- Počátky Čech královských 1198–1253 (2002)
- Böhmen – von den slawischen Burgzentren zum spätmittelalterlichen Städtenetz (mit Berücksichtigung Mährens) (2001)
- Rod Přemyslovců na rozhraní 10. a 11. století (2001)
- Čechy v době knížecí 1034–1198 (1997)
- Přemysl Otakar I. Panovník, stát a česká společnost na prahu vrcholného feudalismu (2001)
- Století posledních Přemyslovců  (1986)